# María Merced González González
María Merced González González (Huichapan, Hidalgo; 5 de diciembre de 1970) es una política mexicana afiliada al partido Movimiento Regeneración Nacional (Morena). Es senadora del Congreso de la Unión en la LXIV y LXV legislatura desde el 2 de enero de 2019.

## Primeros años
María Merced González González nació en la localidad de Maney, municipio de Huichapan, en el Estado de Hidalgo, México. Estudió contaduría pública y una especialización en administración y desarrollo de empresas y negocios.
En las elecciones estatales de 2016 fue candidata del partido Movimiento de Regeneración Nacional a diputada para el Congreso del estado de Hidalgo por el distrito 6 del estado, perdiendo la elección ante el candidato del Partido Acción Nacional (PAN).

## Senadora de la república
En las elecciones federales de 2018 fue suplente de Angélica García Arrieta, candidata de primera fórmula a senadora por el estado de Hidalgo por parte del partido Movimiento Regeneración Nacional (Morena), ejerciendo el cargo para la LXIV legislatura del Congreso de la Unión. Tras la muerte de Angélica García Arrieta, María Merced González González asumió la titularidad del escaño el 2 de enero de 2019. En el senado es secretaria de la comisión de minería y desarrollo regional.